# Rayssa Leal
Rayssa Leal   (Imperatriz, 4 de gener de 2008) és una skater brasilera. La jove esportista assolí la medalla d'argent als Jocs Olímpics d'Estiu de 2020 a Tòquio amb tot just 13 anys. Als Jocs Olímpics d'Estiu de 2024 a París, amb 16 anys, Leal va guanyar la medalla de bronze en la prova de carrer, la seva segona medalla en dos Jocs Olímpics consecutius. D'aquesta manera, amb 16 anys, 6 mesos i 24 dies, es va convertir en l'atleta més jove de la història a guanyar dues medalles olímpiques en dues edicions diferents d'uns Jocs Olímpics.

## Trajectòria
Anteriorment, va aconseguir captar l'atenció a Internet el 2015 mitjançant vídeos virals en què apareixia patinant amb un tutú, tot fent trucs de dificultat considerable amb el monopatí, a l'edat de set anys.
Leal va competir a l'Street League Skateboarding de 2019 a Londres, quedant tercera amb una puntuació de 26,0, acabant per davant d'Alexis Sablone, Letícia Bufoni i altres patinadores, però darrere de la brasilera Pamela Rosa i l'australiana Hayley Wilson. El juliol de 2019, va guanyar l'Street League a Los Angeles, encapçalant el podi per davant de Pamela Rosa i Alana Smith, i convertint-se en la persona més jove a guanyar aquest guardó. Va obtenir un quart lloc en la seva primera participació als X Games.

## Palmarès internacional
|      | X Games | Campionat del Món | Street League | Jocs Olímpics | Jocs Panamericans |
| ---- | ------- | ----------------- | ------------- | ------------- | ----------------- |
| 2019 |         |                   | 2             |               |                   |
| 2021 |         | 3                 | 2             | Argent        |                   |
| 2022 | 1       | 1                 | 1             |               |                   |
| 2023 | 1       | 2                 | 1             |               | 1                 |
| 2024 |         |                   |               | Bronze        |                   |